# Paradiarsia semiconfluens
Paradiarsia semiconfluens là một loài bướm đêm trong họ Noctuidae.